# باول دانيلز
نيوتن إدوارد دانيلز (6 أبريل 1938 - 17 مارس 2016)، والمشهور باسم باول دانيلز, ساحر إنجليزي ومقدم تلفزيوني. حقق شهرة دولية من خلال برنامجه التلفزيوني The Paul Daniels Magic Show والذي عرض على تلفزيون هيئة الإذاعة البريطانية بي بي سي من العام 1979 إلى العام 1994. عرف بعبارته «سوف يعجبك هذا... ليس كثيرًا، لكنه سيعجبك!», تزوج من مساعدته على المسرح ديبي ماجيي. حصل على جائزة «ساحر العام» من قبل أكاديمية الفنون السحرية في عام 1982، وهو أول ساحر من خارج الولايات المتحدة يحصل عليها، كما فاز بجائزة الوردة الذهبية لمونترو في عام 1985.
تم وصفه بأنه «عراب السحر» ونسب إليه مرارًا إلهام العديد من كبار السحرة المحترفين.
في 20 فبراير 2016 تعرض دانيلز للسقوط ونقل إلى المستشفى، حيث عولج من قبل الطاقم الطبي بسبب اشتباه بفقر الدم الخبيث، في وقت لاحق اكتشف أنه يعاني من ورم في الدماغ غير قابل للشفاء، توفي بعد أقل من شهر في 17 مارس عن عمر 77 عامًا.

## روابط خارجية
- باول دانيلز على موقع IMDb (الإنجليزية)
- باول دانيلز على موقع إن إن دي بي (الإنجليزية)
- باول دانيلز على موقع ديسكوغز (الإنجليزية)
- باول دانيلز على موقع قاعدة بيانات الفيلم (الإنجليزية)